# Hilmar Binter

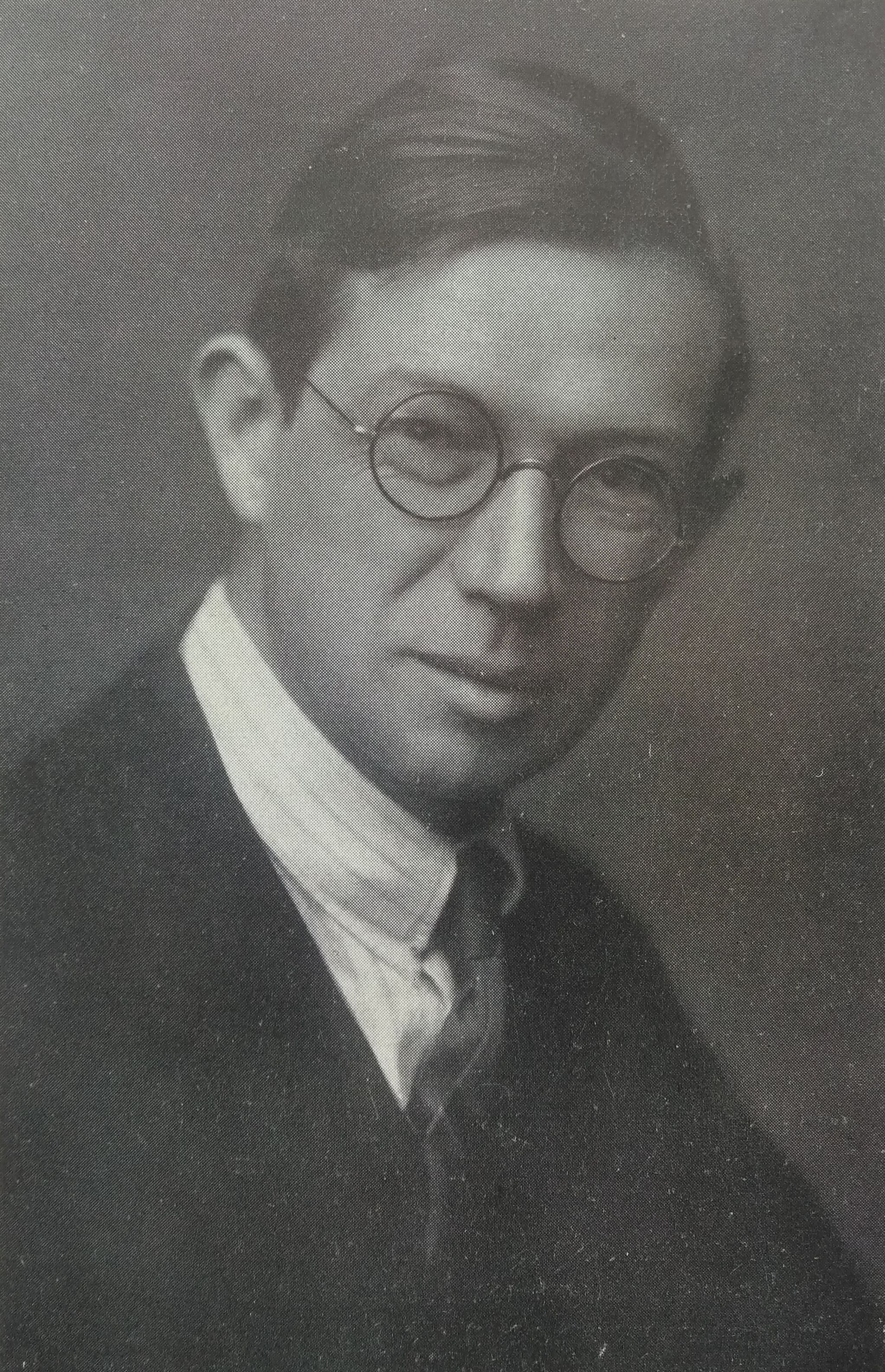
Hilmar Binter, um 1930

Hilmar Binter (* 10. November 1884 in München; † 16. Juni 1951 in Wolfsberg) war ein deutscher Bassist, Intendant, Unternehmer, ab 1921 Leiter der Marionettenbühne München und ab 1934 Pächter des Münchner Marionettentheaters.

## Leben
Binter war Sohn eines früheren Sprechers bei Papa Schmid, dem Geheimsekretär und Bibliothekar der Bayerischen Staatstheater in München Franz Xaver Binter (1854–1919). Dieser gründete 1903 ein Heim-Marionettentheater, bei dem Hilmar Binter bis 1912 mitwirkte.
Hilmar Binter wollte ursprünglich die Schulbeamtenlaufbahn einschlagen, nahm jedoch nebenbei Gesangs- und Schauspielunterricht und begann 1912 seine Bühnenkarriere an der Kurfürstenoper in Berlin. Von dort ging er 1912 an das Stadttheater von Metz und war dann 1915–1918 als Bassbuffo-Sänger für Opern am Stadttheater von Augsburg tätig.

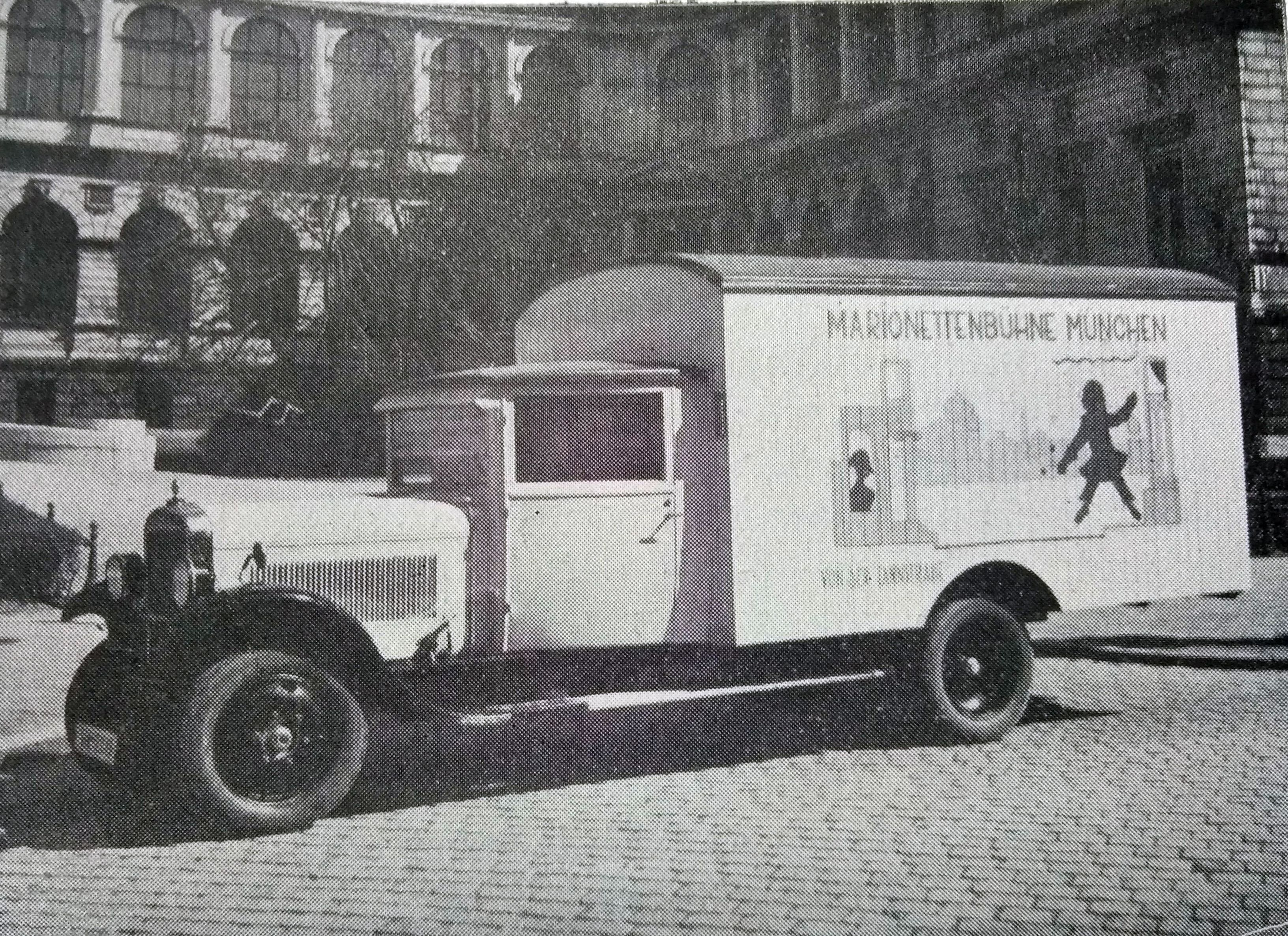
Reiseauto der Binter'schen Marionettenbühne München, um 1930

1921 übernahm er das von seinem Vater in München begründete Heim-Marionettentheater. Er brachte dieses in die Öffentlichkeit und gründete am 17. Dezember 1921 die Marionettenbühne München im kostenlos überlassenen Vortragssaal der Frauenarbeitsschule in der Von-der-Tann-Straße 2. Unter Mitwirkung des betagten, 54 Jahre bei Papa Schmid tätigen Puppenspielers Adolf Lentner als Kasperl-Dirigent und Bühnenbildner, und des Schnitzers Walter Oberholzer (1893–1980) konkurrierte Binter unter Begünstigung durch die Stadtverwaltung nun mit dem Münchner Marionettentheater unter Schmid's Nachfahrin Babette Klinger-Schmid und dem Marionettentheater Münchner Künstler des Paul Brann. Binters Programm orientierte sich stark am Vorbild des Papa Schmid, und seine Aufführungen erreichten vor allem Schüler als Publikum, wobei der Eintritt durch behördliche Unterstützung niedrig gehalten wurde.
Zum zehnjährigen Jubiläum der, um 1927 inzwischen dennoch nur schlecht besuchten, Marionettenbühne München wurde Binter als Bewahrer der Puppenspieltradition und Lentner als Nestor der Münchner Puppenspiele gerühmt. Binter richtete zahlreiche Denkschriften an die Behörden und trat nach 1933 der NSDAP bei, um den Erfolg seiner Marionettenbühne zu fördern. So wurde Binter schließlich auch Pächter des im Februar 1934 wiedereröffneten ehemalig Schmid'schen Münchner Marionettentheaters in der Blumenstraße nach schikanöser behördlicher Verdrängung des bisherigen Leiters Karl Winkler und vorübergehender Schließung am 1. Oktober 1933. Trotz der offiziellen Unterstützung umging Binter jedoch Zugeständnisse an den damaligen politischen Ungeist. Mit Wissen des Direktors des Münchner Kulturamtes, Max Reinhard, gewährte er mehreren nach dem Nürnberger Rassengesetz verfolgten Künstlern fast bis zum Kriegsende Beschäftigung und Unterschlupf in seinem Marionettentheater. Binter betrieb dieses Theater bis zu seinem Tod. Ab Juni 1951 führte seine Witwe, Emmyluise Binter, die Geschicke des Unternehmens bis 1957. Franz Leonhard Schadt, der von 1951 bis 1954 schon als künstlerischer Leiter am Münchner Marionettentheater tätig gewesen war, wurde 1957 dessen Intendant und leitete es noch weitere 43 Jahre lang.